# Оби (село)
Оби (фр. Auby) насеље је и општина у североисточној Француској у региону Север-Па д Кале, у департману Север која припада префектури Дуе.
По подацима из 2011. године у општини је живело 7498 становника, а густина насељености је износила 1053,09 становника/km². Општина се простире на површини од 7,12 km². Налази се на средњој надморској висини од 22 метара (максималној 32 m, а минималној 18 m).

## Демографија
| 1962. | 1968. | 1975. | 1982. | 1990. | 1999. | 2011. |
| ----- | ----- | ----- | ----- | ----- | ----- | ----- |
| 9.121 | 9.208 | 8.954 | 8.630 | 8.442 | 7.958 | 7.498 |